# ケプラー34b
ケプラー34b(Kepler-34b)またはケプラー34(AB)b(Kepler-34(AB)b)とは地球から見て、はくちょう座の方向に4900光年離れたところにある太陽に非常によく似たG型主系列星同士から成る連星系、ケプラー34を公転している太陽系外惑星である。この惑星は連星系全体を公転している周連星惑星でもある。ケプラー34bは木星の22％(地球の70倍)の質量と木星の76.4％(地球の8.56倍)の半径を持つことから巨大ガス惑星とされている。さらにケプラー34bは連星系のハビタブルゾーン内を公転している為、表面温度は323K(50℃)と生命が存在していくには最適な環境とされている。しかし、ケプラー34bのような巨大ガス惑星に生命が存在していけるかは分かっていない。しかし、周囲に地球サイズの衛星があれば、生命が存在する可能性はあるとされている。